# Wodorowinian potasu
Wodorowinian potasu (także kwaśny winian potasu, kamień winny albo tartarus) – sól kwasu winowego.
Słabo rozpuszczalny w wodzie i alkoholu. Ma działanie przeczyszczające. Jest uważany za nieszkodliwy.
Powstaje przy fermentacji lub podczas leżakowania wina, osadzając się w kadziach i beczkach. Może więc występować zarówno w młodych, jak i starych rocznikach, będąc oznaką, że wino jest „żywe”. Przybiera postać małych kryształów, wyglądających jak kryształy cukru albo okruchy szkła, które nie wpływają na smak.
W życiu codziennym znany jest jako składnik proszku do pieczenia, w którym wymieszany z sodą oczyszczoną pełni rolę regulatora kwasowości.
Używany jest także jako naturalny przeciwutleniacz pochodzenia roślinnego oznaczony kodem E 336.

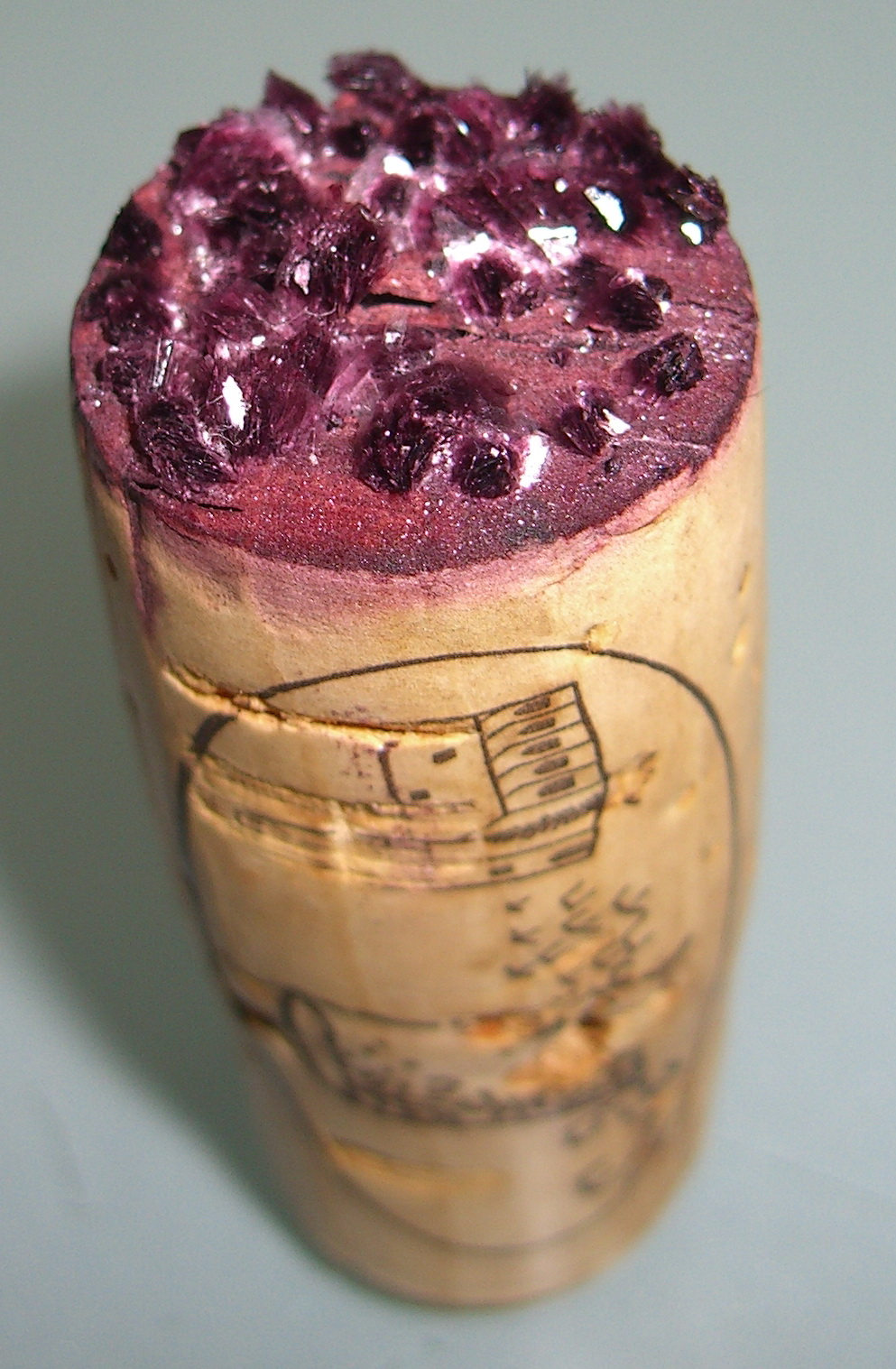
Kamień winny w czerwonym winie
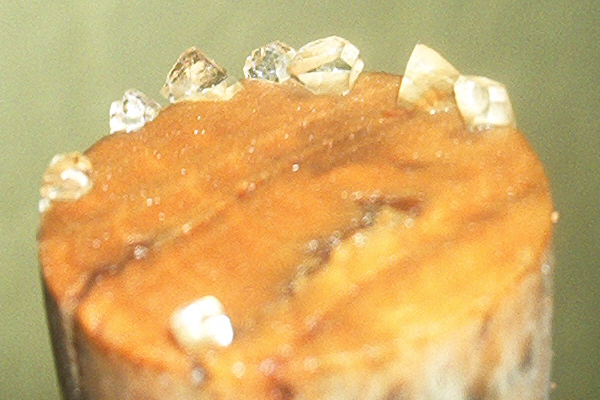
Kamień winny w białym winie